# 傅孟春
傅孟春（1529年—？），字體元，號仁泉，江西瑞州府高安縣人，軍籍，明朝政治人物。

## 生平
嘉靖四十三年（1564年）甲子科江西鄉試第八十八名舉人。嘉靖四十四年（1565年）中式乙丑科會試第一百四十七名，三甲第一百一十九名進士。礼部观政，本年八月授常州府推官，隆慶二年（1568年）九月选浙江道御史，差巡盐长芦，巡按顺天，提学北直隶，万历四年（1576年）九月升大理寺右寺丞，五年九月升左寺丞，六年正月升右少卿，八月升左少卿，七年正月升光禄寺卿，八年闰四月升南京右佥都御史、提督操江，七月丁忧。十年十月奏報服阕，十七年五月巡抚浙江，十二月奏請修建太傅兵部尚书于谦乡祠。十八年八月升都察院左佥都御史，协理院事，十九年八月升左副都御史，协理院事。二十年三月升刑部右侍郎，二十一年二月考察，调南京用。

## 家族
曾祖傅崇聖；祖父傅成，號青岡，壽官；父傅舜（1505年-1529年），字汝華，號紹岡，累赠大理寺少卿；母劉氏（1509年-1580年），年二十一夫亡，子登進士，旌表節婦、累封太恭人。